# Hirate Masahide
Hirate Masahide est un nom japonais traditionnel ; le nom de famille (ou le nom d'école), Hirate, précède donc le prénom (ou le nom d'artiste).
Hirate Masahide (平手 政秀, 4 juin 1492-25 février 1553) est un samouraï au service du clan Oda pendant deux générations. Son nom original est Hirate Kiyohide (平手 清秀).

## Biographie
Masahide sert d'abord Oda Nobuhide. Il est talentueux, non seulement en tant que samouraï mais aussi dans les différents arts comme le sado et le waka et cela contribue à lui permettre d'agir comme un habile diplomate, traitant avec le shogunat Ashikaga et les représentants de l'empereur. En 1533, un régent bien connu, Yamashina Tokitsugu, effectue une visite dans la province d'Owari, la région que domine le clan Oda. Appréciatif de la munificence de la réception préparée par Masahide, Tokitsugu loue hautement les connaissances de son hôte. Une autre preuve de son importance en tant que diplomate se trouve dans le fait qu'il visite Kyoto afin d'offrir le coût nécessaire à la réparation de la résidence de l'empereur au nom de Nobuhide.
À la naissance de Nobunaga, le fils de Nobuhide en 1534, Masahide devient le deuxième karō de plus haut rang ainsi que le tuteur du nouvel héritier. En 1547, Nobunaga termine sa deuxième année de la cérémonie de la majorité et à l'occasion de sa première bataille, Masahide sert à ses côtés. L'année suivante, il s'efforce d'établir la paix entre Nobuhide et son rival de toujours, Saitō Dōsan de la province de Mino, et d'arranger le mariage entre Nobunaga et Nō-hime, la fille de Dōsan. Cette démarche permet au clan Oda de se concentrer sur la lutte contre le clan Imagawa.
De cette façon, Masahide sert fidèlement la famille Oda mais est également profondément troublé par l'excentricité de Nobunaga. Après la mort de Nobuhide, la discorde dans le clan augmente ainsi que les préoccupations de Masahide relativement à l'avenir de son maître. Désespéré, Masahide se suicide en 1553.
Le suicide de Masahide est communément représenté comme l'histoire du sage obligé qui fait des remontrances à son jeune maître avec sa propre mort. Toutefois, ce n'est peut-être pas la véritable histoire. Certains commentateurs croient que Masahide se sentant responsable du comportement de Nobunaga en a pris la responsabilité de sa propre vie. D'autres pensent que, après que Nobunaga a demandé le cheval du fils de Masahide et que ce dernier a refusé, Masahide s'est trouvé face à une situation difficile. D'autres observateurs encore pensent qu'il existait de graves conflits avec d'autres vassaux. Nobunaga n'est pas devenu moins erratique après la mort de Masahide, mais il en a porté le deuil et fait construire le Seishu-ji (政秀寺), temple bouddhiste consacré à Masahide.

## Source de la traduction
- (en) Cet article est partiellement ou en totalité issu de l’article de Wikipédia en anglais intitulé « Hirate Masahide » (voir la liste des auteurs).